# Gut Gansbroich

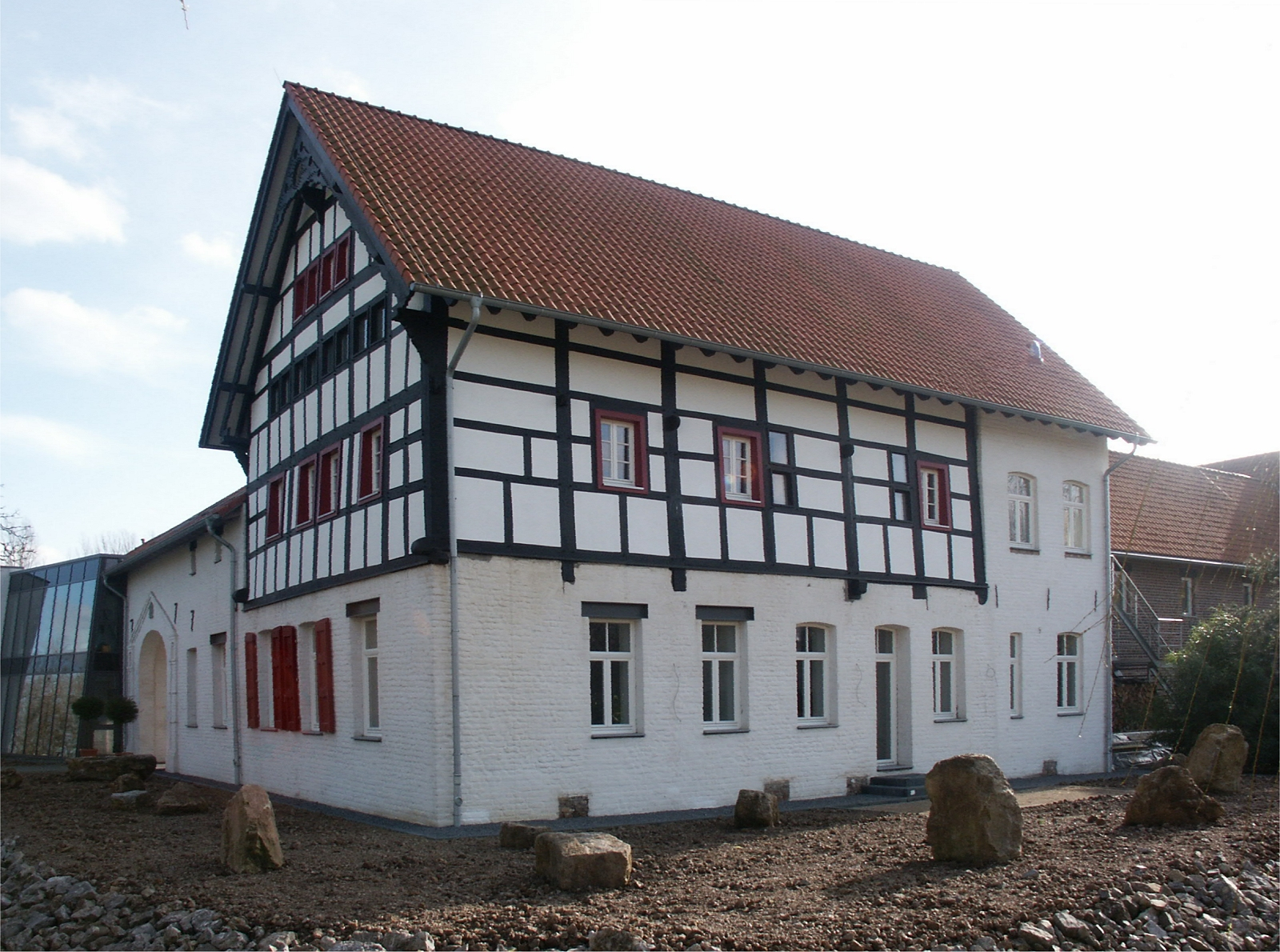
Gut Gansbroich von Nordosten gesehen (2007)

Das Gut Gansbroich ist ein bei Baal gelegenes Hofgut. Es gehörte früher zur ehemaligen Gemeinde Doveren und liegt heute auf dem Gebiet der Stadt Hückelhoven im nordrhein-westfälischen Kreis Heinsberg.
Der Hof wurde gemeinsam mit seinem damaligen Besitzer 1350 erstmals urkundlich erwähnt. Seine heutige Bausubstanz stammt aber mehrheitlich aus dem 17. und 18. Jahrhundert und wurde erst kürzlich umfassend restauriert.

## Lage
| Doverheide, Rittergut Grittern | Doveren | Gewerbegebiet Doveren-Baal |
| Groß- und Klein-Künkel         |         | Baal                       |
| Brachelen                      |         | Rurich                     |

Gansbroich auf der preußischen Kartenaufnahme von 1845

Südwestlich des Hofes verlaufen der Baaler Bach und die Rur, westlich liegt der Baggersee Groß-Künkel.

Im Südosten verläuft die Bahnlinie Mönchengladbach–Aachen.

## Beschreibung
Gut Gansbroich ist eine geschlossene Vierflügelanlage mit rechteckigem Grundriss. Die einstigen, von der Rur gespeisten Wassergräben sind heutzutage zugeschüttet, waren aber zum Teil noch am Beginn des 20. Jahrhunderts vorhanden.
Kern der Anlage ist das 1661 erbaute Wohnhaus an der Nordost-Ecke. Sein Erdgeschoss mit Ziegelmauerwerk ist weiß gestrichen. Sein erstes Stockwerk und sein Dachgeschoss sind in Fachwerk ausgeführt und werden von einem Satteldach abgeschlossen. Hofseitig wurde dem Wohnhaus ein moderner, eingeschossiger Anbau vorgesetzt, sodass sich der einstige Haupteingang im heutigen Inneren des Hauses befindet. Dessen massiver, hölzerner Türsturz zeigt die geschnitzte Inschrift
„DEIS HAUS STEHET IN GOTTES HANDT, GOT DER ALMÄCHTIG BEHUEDE ES VOR UNGEWETTER, BRAND UND FEINDESHANDT. ERBAUT VON UDO OIDTMANN UND JOHANN CHRISTUPHELL OIDTMANN UND MARIA CATHARINA PACKEN, EHELEUT; GESCHEHEN DEN 23. MAY ANNO 1661“.

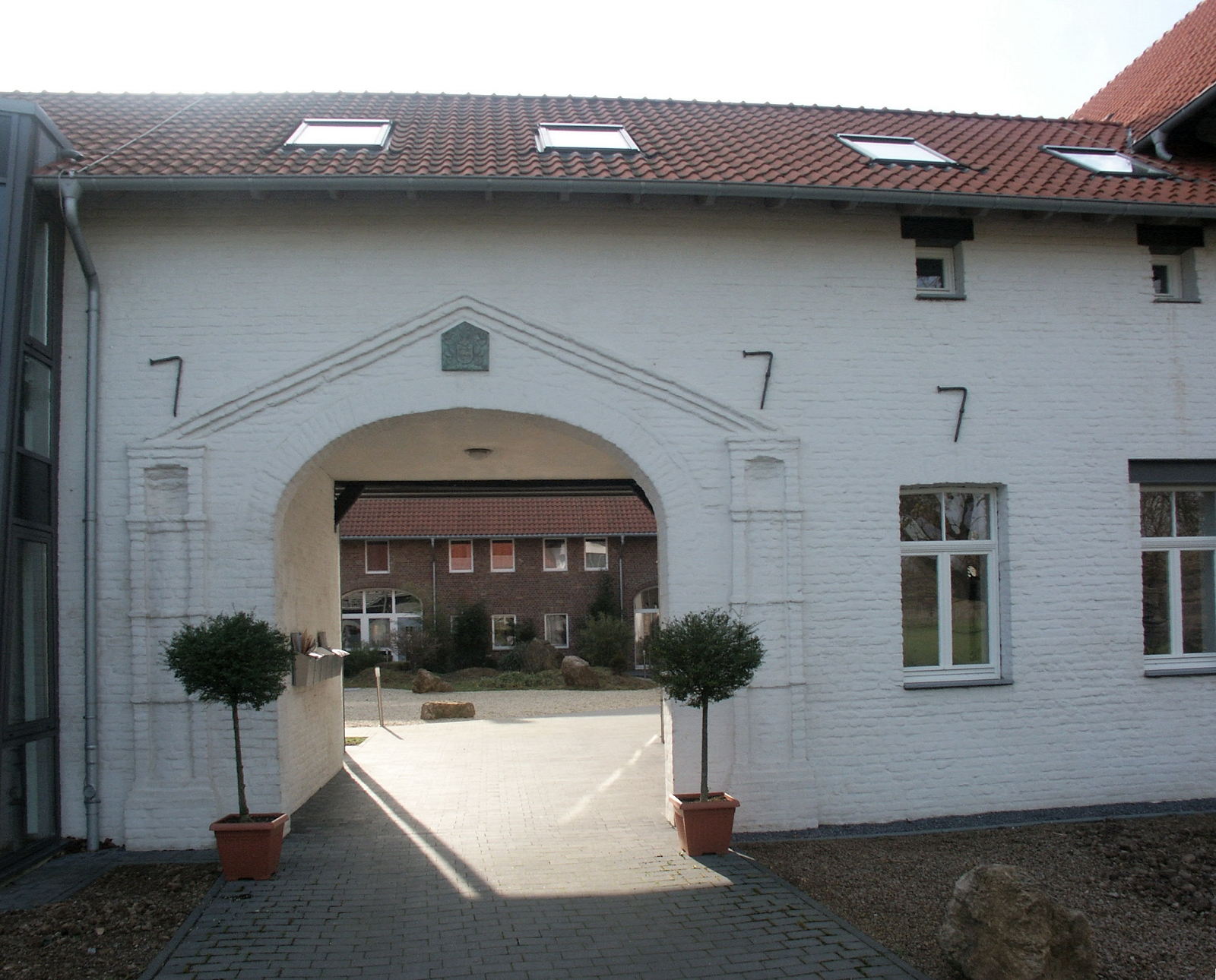
Das Portal des Guts (2007)

Dem Wohnhaus schlossen sich früher Wirtschaftsgebäude an, welche die sonstigen Flügel der Anlage bildeten. Gut die Hälfte des Westflügels wurde dabei von einer Scheune eingenommen, die nach Umbauarbeiten heute als Zwei-Familien-Haus genutzt wird. Daran schließt sich südlich ein Neubau an, der dort anstelle eines maroden und abgebrochenen Stallgebäudes errichtet wurde.
Der Ostflügel mit seiner weiß gestrichenen Außenmauer aus Backstein beherbergt heute – ebenso wie der Südflügel – Büroräume. Eiserne Maueranker in Form von Ziffern künden vom Baujahr des Gebäudes: 1775; wobei der Maueranker mit der Ziffer 5 heute nur noch schwer zu entdecken ist, da er von einem Fallrohr verdeckt wird. Sein Rundbogenportal wird von gemauerten Pilastern eingerahmt und ist mit einem Flachgiebel bekrönt, der eine Wappenplatte mit der Jahreszahl 1749 trägt.

## Geschichte
Seit dem Mittelalter sind Besitzer des Guts namentlich bezeugt. Im Jahre 1350 wird ein Godtfried von Nyvenheim zu Nierhoven bei Lövenich als Eigentümer erwähnt.
Später befand sich das Gut – ein Lehen der Mannkammer Heinsberg – mehrere Jahrhunderte im Besitz der Schöffenfamilie Udman/Oidtman. Paul Clemen (s. Literatur) bezeichnet es als deren Stammsitz. Heinrich Udman aus Erkelenz erwarb das Gut 1443 von einem Wilhelm von Vrankenhoven, genannt „van Korentzich“, Ritter in Körrenzig.
1661 erbaute Johann Christoph Oidtman zusammen mit seinem Onkel Udo das Wohnhaus neu und wurde am 28. Dezember des gleichen Jahres mit dem Gut belehnt. Aus einer Seitenlinie der Familie entstammt der bekannte Genealoge Ernst von Oidtman.
1775 wurden die heutigen Wirtschaftsgebäude errichtet. Durch Heirat gelangte Gut Gansbroich im 19. Jahrhundert zuerst an die Familie Byll und schließlich an die Familie Aretz.
Nach umfangreichen Sanierungs- und Restaurierungsarbeiten unter Leitung des Architekten Franz Peter Greven aus Hückelhoven beherbergt das Hofgut heute Büroräume für Unternehmen des Dienstleistungssektors, während die ehemalige Scheune zu einem Zweifamilienhaus umgebaut worden ist.